# Matador (1857)
Matador to parowy, holownik wiślany zaboru pruskiego (dolnej  Wisły) o napędzie śrubowym.

## Dane
- armator: Juliusz Rosenthal, Bydgoszcz
- miejsce budowy: Stocznia Schichaua, Elbląg
- maszyna parowa
  - moc: 150 KM
  - produkcja: Stocznia Schichaua, Elbląg
  - nr: 115
- kocioł nr 165

## Historia
- 1857 r. – rozpoczęcie służby.

## Literatura
- Witold Arkuszewski "Wiślane statki pasażerskie XIX i XX wieku".